# Edith Jones
Pour les articles homonymes, voir Jones.
Edith Hollan Jones, née le 7 avril 1949 à Philadelphie, est une avocate et magistrate américaine, juge à la cour d'appel des États-Unis pour le cinquième circuit depuis 1985.

## Biographie
Jones est diplômée de l'université Cornell en 1971, et a reçu son Juris Doctor d'avocate de l'université du Texas en 1974. Elle travaille dans le privé à Houston, de 1974 à 1985, pour des firmes comme Andrews, Kurth, Campbell & Jones.
Elle est nommée au cinquième circuit par le président Ronald Reagan le 27 février 1985, et confirmée par le Sénat le 3 avril suivant. Elle entre en fonction le lendemain de sa confirmation.
Jones avait été considérée comme l'une des favorites pour le poste de Justice, membre de la Cour suprême des États-Unis, laissé vacant après la démission de Sandra Day O'Connor. Selon le Chicago Sun-Times, elle aurait été proche de la nomination sous la présidence de George H. W. Bush.